# Bernarda de Lacerda

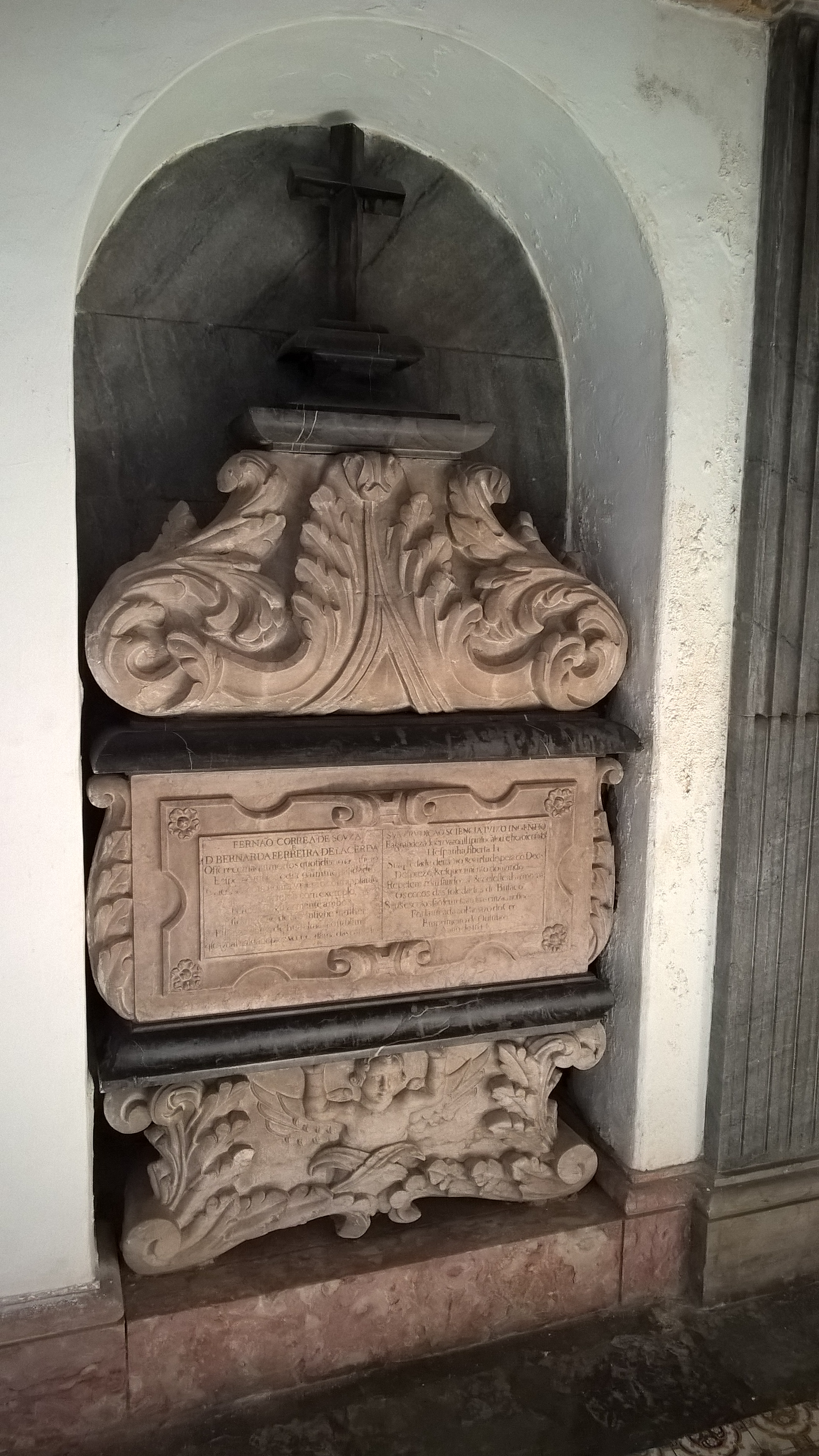
Grobowiec poetki

Bernarda Ferreira de Lacerda (ur. 1595, zm. 1 października 1644 w Lizbonie) – poetka portugalska, pisząca po hiszpańsku.

## Życiorys
Była córką kanclerza Portugalii Ignácia Ferreiry Leitão i Pauli de Sá e Pereira. Była wykształcona i znała języki, grecki, łaciński, hebrajski, włoski, hiszpański i niemiecki. Poezję tworzyła głównie po hiszpańsku, w czym nie była  odosobniona. Wybór języka uzasadniała autorka tym, że hiszpański jest bardziej rozpowszechniony. Być może jednak chodziło o przekazanie Hiszpanom w ich własnym języku zakamuflowanej wiadomości o narodowej odrębności Portugalczyków. Faktem jest, że Bernarda de Lacerda była ceniona jako poetka zarówno w Portugalii, jak i Hiszpanii. Wyszła za mąż za Fernão Correa de Sous. Miała czworo dzieci.

## Twórczość
Bernarda de Lacerda jest znana jako autorka eposu bohaterskiego Hespaña Libertada, ułożonego zgodnie z gustem miejsca i epoki oktawą. Pierwsza część dzieła została opublikowana w 1618 roku. Oprócz tego napisała Soledades de Buçaco (1634). Część drugą eposu opublikowała w 1673 roku córka poetki, Maria Clara de Meneses. Bernarda de Lacerda jest też autorką argumentów, czyli wierszy streszczających poszczególne pieśni w wydaniach utworów Gabriela Pereiry de Castro i Francisca de Sá de Meneses. Epos Hespaña Libertada mógł być bezpośrednio zainspirowany Araukaną Alonsa de Ercilla y Zúñiga.